# مدرسه کامیونیتی
مدرسه کامیونیتی (Community School, Tehran) به عنوان یک مدرسه شبانه‌روزی در تهران برای میسیونرهای پروتستان آمریکایی ساکن ایران در سال‌های ۱۸۳۰ میلادی پایه‌گذاری شد. در اواخر دهه ۴۰ میلادی مدرسه از خیابان قوام السلطنه به کوچه مریضخانه در نزدیکی خیابان ژاله تهران انتقال یافت و تا زمان بسته شدن در سال ۱۳۵۸ در آنجا قرار داشت. بعد از انقلاب ایران به عنوان مدرسه شاهد مدرس نامگذاری شد و به فرزندان شهدا اختصاص یافت.
مقر جدید مدرسه محل قدیمی بیمارستان مبلغان مذهبی پروتستان در طول جنگ جهانی دوم بود و فرح دیبا ملکه ایران در آنجا متولد شده بود. بعد از جنگ بیمارستان به میسیونرها بازگردانده شد تا به عنوان مدرسه مورد استفاده قرار گیرد. دارای محوطه‌ای بزرگ و پردرخت با چند ساختمان و یک کلیسای کوچک و مسیرهای پیاده‌روی است.

## تاریخچه
مدرسه پروتستانی مسیحی در سال‌های ۱۲۹۰ در همدان پایه‌گذاری شد. در دهه ۱۳۱۰ مدرسه به دلیل‌های لجستیکی به تهران و در خیابان قوام السلطنه با نزدیک به ۲۰۰ دانش آموز مستقر شد. در دهه ۳۰ فقط تعداد کمی از دانش آموزان فرزندان مبلغان مذهبی بوده و بر شمار ایرانیان و دانش آموزان خارجی افزوده شد. مدرسه عموماً مدرسه آمریکائی‌ها نامیده می‌شد زیرا دانش آموزان در درجه اول بزبان انگلیسی آموزش می‌دیدند و زبان‌های فارسی و فرانسه به عنوان زبان دوم مورد استفاده قرار می‌گرفت. کلاس‌ها در ابتدا از دوشنبه تا پنجشنبه به‌علاوه شنبه‌ها برگزار می‌گردید که بعدها به از شنبه تا چهارشنبه تغییر یافت. به استثنای آمریکایی‌ها اکثر دانش آموزان به دو زبان یا بیشتر تکلم می‌کردند.
جمعیت خارجی‌های مقیم ایران در اوایل قرن بیستم و در زمان سلطنت احمد شاه قاجار بسیار محدود و متشکل از گروهی بریتانیایی علاقه‌مند به اجرای اوامر استعماری امپراتوری خود بود؛ و همچنین بعضی از خارجی‌ها شامل افسران سوئدی شاغل در ژاندارمری و افسران روس باریگاد قزاق که عمدتاً نیروهای نظامی ایران را تشکیل می‌دادند. آمریکایی‌ها در آنزمان حضور محدودی در ایران داشتند که عمدتاً مبلغان مذهبی بودند. مبلغان پروتستان رابطه ظریفی با دولت ایران داشتند که برای راضی کردن حکومت اسلامی دامنه فعالیت‌های مسیحی خود را محدود کرده بودند.

## مقر جدید: خیابان ژاله ۱۳۵۸–۱۳۱۴
در زمان جنگ جهانی دوم بیمارستان مبلغان پروتستان، که بعداً به مدرسه کامیونیتی تبدیل شد، به عنوان بیمارستان نظامی مورد استفاده قرار گرفت. بعد از جنگ با افزایش حضور آمریکایی‌ها در ایران مدرسه کامیونیتی تنها مدرسه برای کودکان آمریکایی در شهر بود. برنامه اصل چهار ترومن با افزایش شمار دانش آموزان آمریکایی فشار سنگینی روی مدرسه وارد آورد. این برنامه همچنین باعث نزدیکی سیاسی بیشتر ایران و آمریکا گردید و با آغاز دوران رشد اقتصادی ایرانیان بیشتری خواهان تحصیلات غربی برای فرزندانشان شدند.
در سال ۱۳۴۶ مقداری تنش در مدرسه به وجود آمد، نیمی از جمعیت مدرسه از دانش آموزان ایرانی و بیشتر غیر مسیحی تشکیل یافته بود. اگرچه جو مدرسه همچنان باز و روادار بود، هیئت مدیره مبلغان پروتستان به این نتیجه رسید که مدرسه از منشور خود فاصله گرفته‌است. در اینزمان آقای ایروین مدیر مدرسه و خداداد فرمانفرمائیان عضو هیئت مدیره به این نتیجه رسیدند که مدرسه باید به یک مدرسه بین‌المللی ارتقاء پیدا کند و به عنوان یک مدرسه سکولار ایفای نقش کند. آن‌ها برای بررسی اینکار کمیته ایی تعیین کردند. اما هیئت مدیره مبلغان اینطور نتیجه گرفتند که آن‌ها قصد دور کردن مدرسه از منشور اولیه اش را دارند و در نتیجه اختلافات بالا گرفت. نیاز برای مدرسه بین‌المللی در ایران قطعاً بالا بود که طبیعتاً باعث به وجود آمدن اختلاف و آشفتگی در هیئت مدیره بود. در آنزمان حضور در کلیسا اختیاری و کلاس انجیل اجباری بود. مبلغان از اینکه مدرسه عمدتاً به مدرسه بچه‌های طبقه مرفه ایرانی تبدیل شده بود ناخرسند بودند و به گزارش کمیته برای تبدیل شدن به یک مدرسه بین‌المللی واکنش منفی نشان دادند. در تابستان ۱۳۴۶ آقایان ایروین و فرمانفرمائیان مدرسه ایران زمین را پایه‌گذاری کردند و آقای ایروین برای مدیریت آنجا مدرسه را ترک کرد. این انشعاب باعث ناراحتی‌های بسیار شد و بعضی از معلمان مدرسه نیز به مدرسه ایران زمین ملحق شدند.
بعد از خروج آقای ایروین هیئت مدیره مبلغان آقای داگلاس هیل را به عنوان مدیر بعدی انتخاب کرد. با توجه مشکلات اداره یک مدرسه مذهبی در ایران، از جمله مخالفت‌ها و دخالتهای دولت، آقای هیل مدرسه را در جهت یک مدرسه سکولار بین‌المللی هدایت کرد. با افزایش حضور نظامیان و همچنین دیپلماتها و بازرگانان آمریکایی در ایران ثبت نام در مدرسه به‌طور پیوسته ایی افزایش می‌یافت. در اوج حضور آمریکایی‌ها با حدود ۷۰۰۰۰ نفر در دهه ۵۰، در نهایت مدرسه آمریکایی تهران برای وابستگان نظامی توسط ارتش آمریکا در ایران پایه‌گذاری شد.

## روح حاکم بر مدرسه
کسی مدرسه را «آزمایشگاه عملی دموکراسی» خطاب کرده بود. دانش آموزانی از خانواده‌های برجسته ایرانی و بچه‌هایی از اروپا، آسیا و خاور میانه که خانوادهایشان به‌طور موقت در تهران زندگی می‌کردند و والدینشان دیپلمات، تبعیدی، نظامی، متخصصین صنعت نفت و غیره در کنار آمریکایی‌ها به تحصیل مشغول بودند. گفته شده که ۲۸ ملیت و ۸ دین مختلف بدون هیچ مشکلی در کنار هم همزیستی مسالمت‌آمیز داشتند. بالای ورودی مدرسه با خوشنویسی فارسی قسمتی از انجیل نوشته شده بود: «شما باید حقیقت را بشناسید و حقیقت شما را آزاد خواهد کرد». بعضی از دانش آموزان تعهد وفاداری سازمان ملل به تک تک کشورها و پرچم‌ها را آموخته بودند و سرود سازمان ملل متحد «آهنگ صلح» را می‌خواندند.
امکانات مدرسه در محل جدید بهبود اساسی یافت. اما بعلت قرار گرفتن در مرکز شهر و یک کوچه بن‌بست در آشوب‌ها و ناآرامی‌های انتهای دهه ۵۰ به مکانی نا امن تبدیل شده بود. نهایتاً در خرداد ۱۳۵۸ آخرین مراسم فارغ‌التحصیلی مدرسه برگزار و مدرسه بسته شد.

## بازشدن مدرسه
مدرسه جندین سال بعد از سال ۱۳۵۸مدرسه دچار تغییرات فراوانی شد از جمله تغییر نام به شهید مدرس دوره اول و دوم متوسطه و از طریق حصارهایی مدرسه از هم جدا شدند هم‌اکنون مدرسه دوره دوم برای فرزندان شاهد و دوره اول برای دولت است.
امروزه مدرسه واقع در میدان بهارستان است.